# Jared McCain

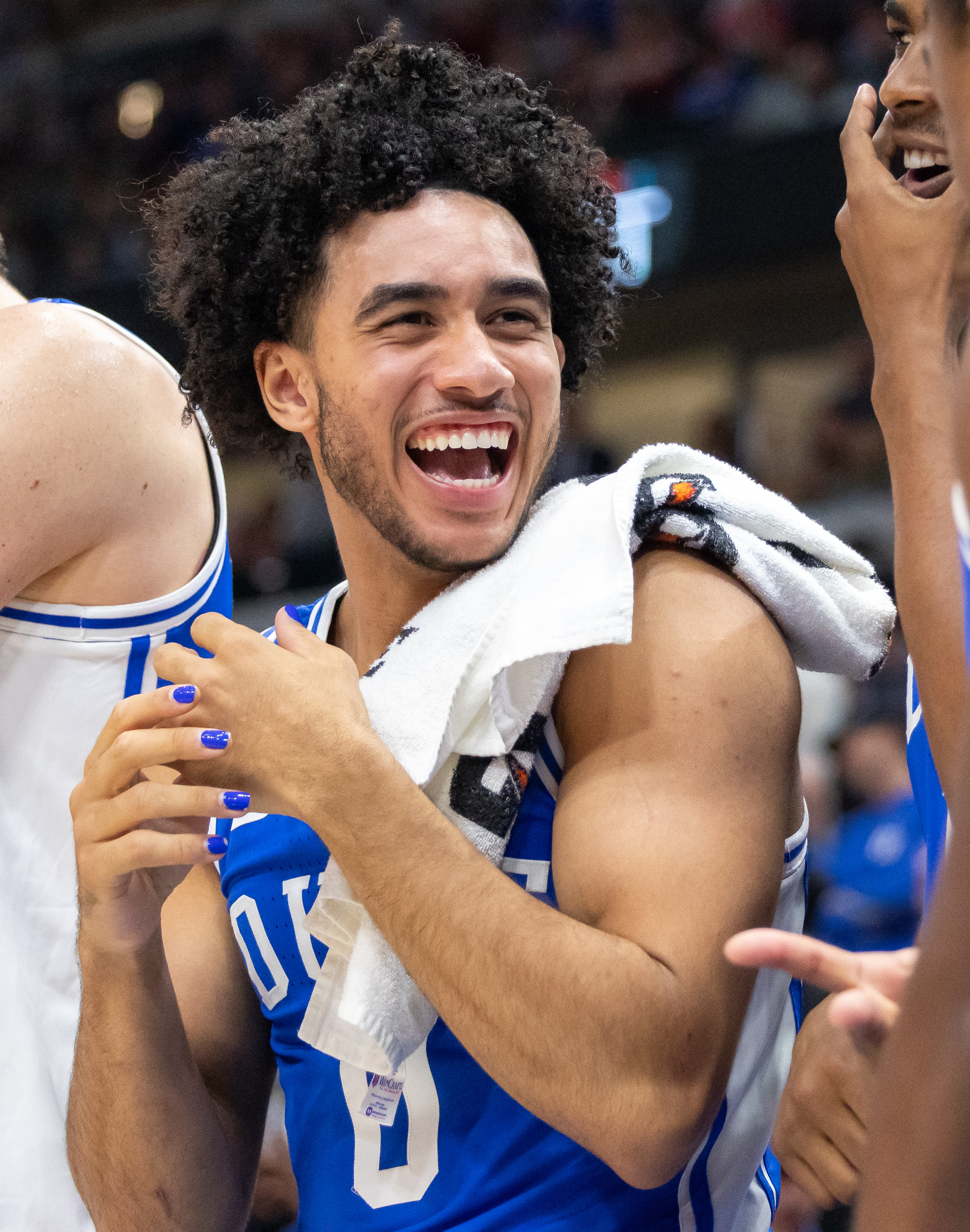
Jared McCain, 2023.

Jared Dane McCain, född 20 februari 2004 i Sacramento i Kalifornien, är en amerikansk professionell basketspelare (SG) som spelar för Philadelphia 76ers i National Basketball Association (NBA).
Han draftades av Philadelphia 76ers i första rundan i 2024 års draft som 16:e spelare totalt.
Innan McCain blev proffs studerade han på Duke University och spelade för deras idrottsförening Duke Blue Devils.